# Rappenhof (Weinsberg)

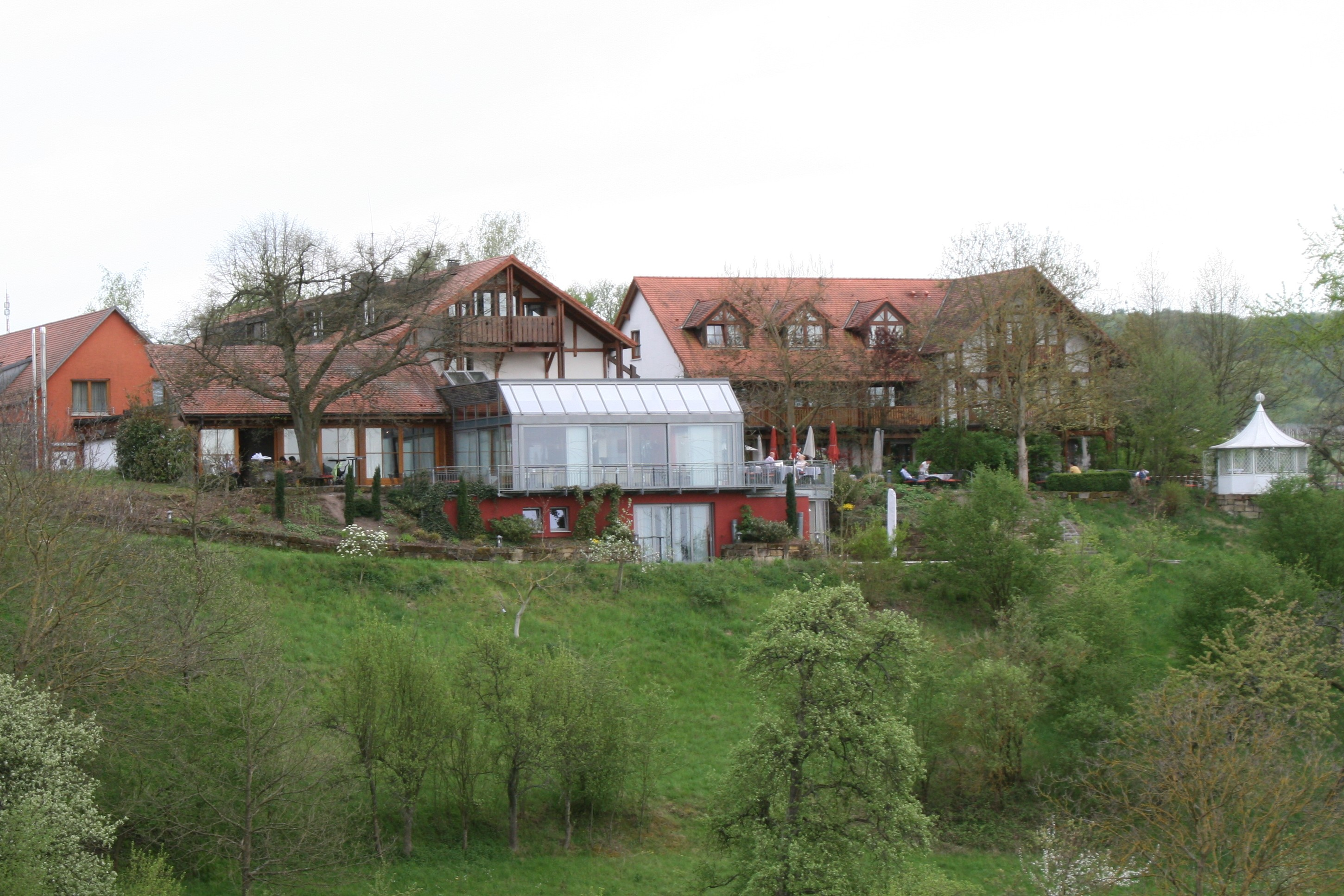
Der Rappenhof von Nordwesten

Der Rappenhof ist ein historisches Hofgut auf der Gemarkung der Stadt Weinsberg im Landkreis Heilbronn im nördlichen Baden-Württemberg.

## Geografie
Der Rappenhof liegt knapp zwei Kilometer südöstlich der Ortsmitte von Weinsberg, umgeben von Weinbergen, am rechten Hang des Stadtseebachs auf dem flachen Nordfuß der Löwensteiner Berge. Das Hofgut erstreckt sich über die Fluren Gauch(s)berg und Rappenweide.

## Geschichte

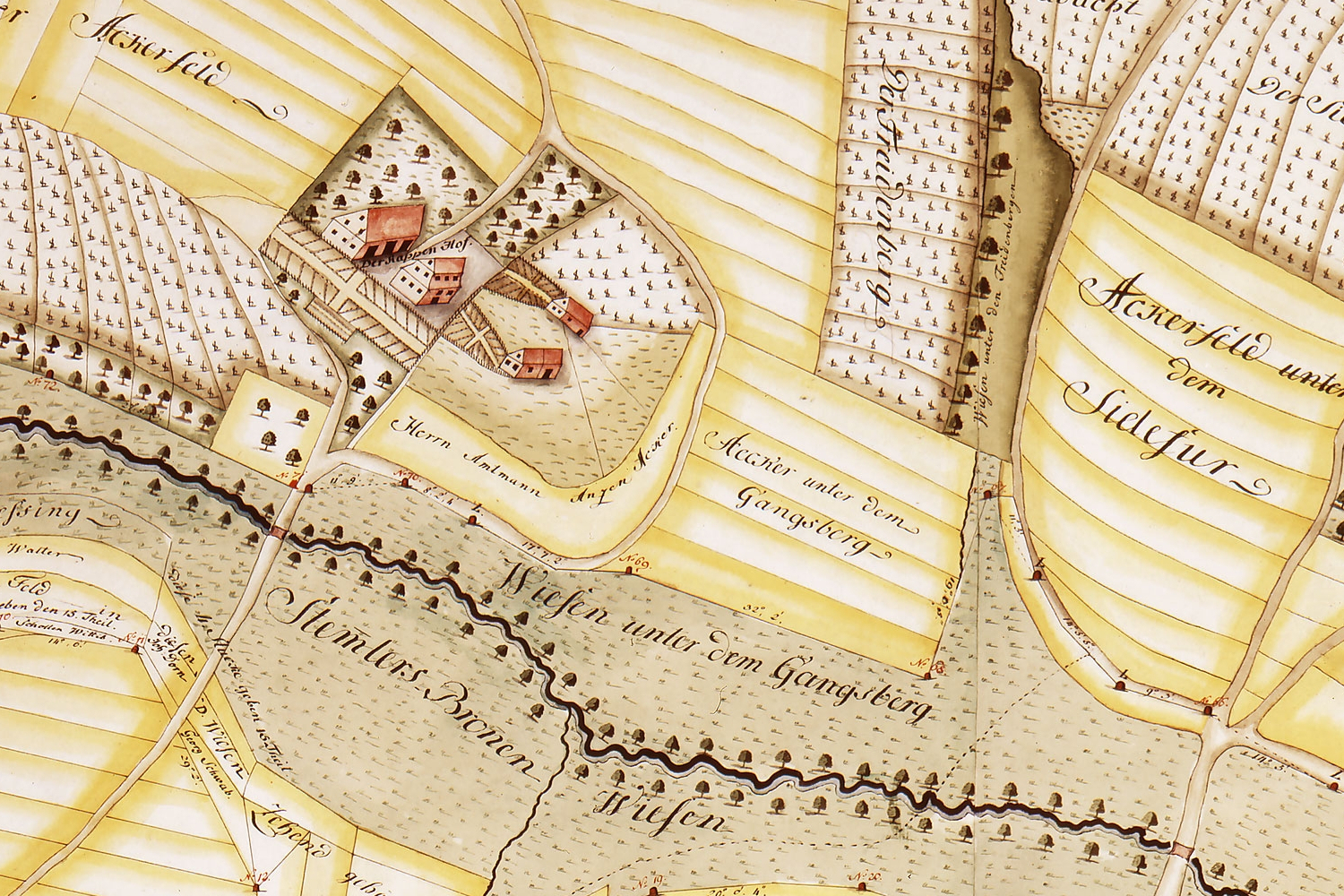
Der Rappenhof auf einer Karte von 1798

### Frühe Besiedlung und Nutzung
1710 wird der Gauchsberg als Filial von Weinsberg mit 16 Einwohnern genannt; ob es schon eine frühere Besiedlung gegeben hat, ist unbekannt. Im 15. Jahrhundert ist dort Weinbau bezeugt, und im frühen 18. Jahrhundert wurde erneut ein Weinberg auf dem Gauchsberg angelegt, während die angrenzende Rappenweide längere Zeit brach lag. Um 1780 lag der Gauchsberg wüst.

### Gründung des Rappenhofs 1782
Im Jahr 1782 besaß der vormalige Spitalpächter Kolb beide Fluren und gründete auf der Hügelkuppe ein Hofgut. Der Weinsberger Rat förderte den Bau mit der Lieferung von Eichenschwellen aus dem Stadtwald und gab dem Gut nach der Rappenweide den Namen Rappenhof. 1795 erwarb der Prestenecker Amtmann Friedrich Anns das Hofgut und erhielt das Weinsberger Bürgerrecht, war aus wirtschaftlichen Gründen jedoch bereits 20 Jahre später wieder zum Verkauf gezwungen.

### Christliche Kolonie 1815/16

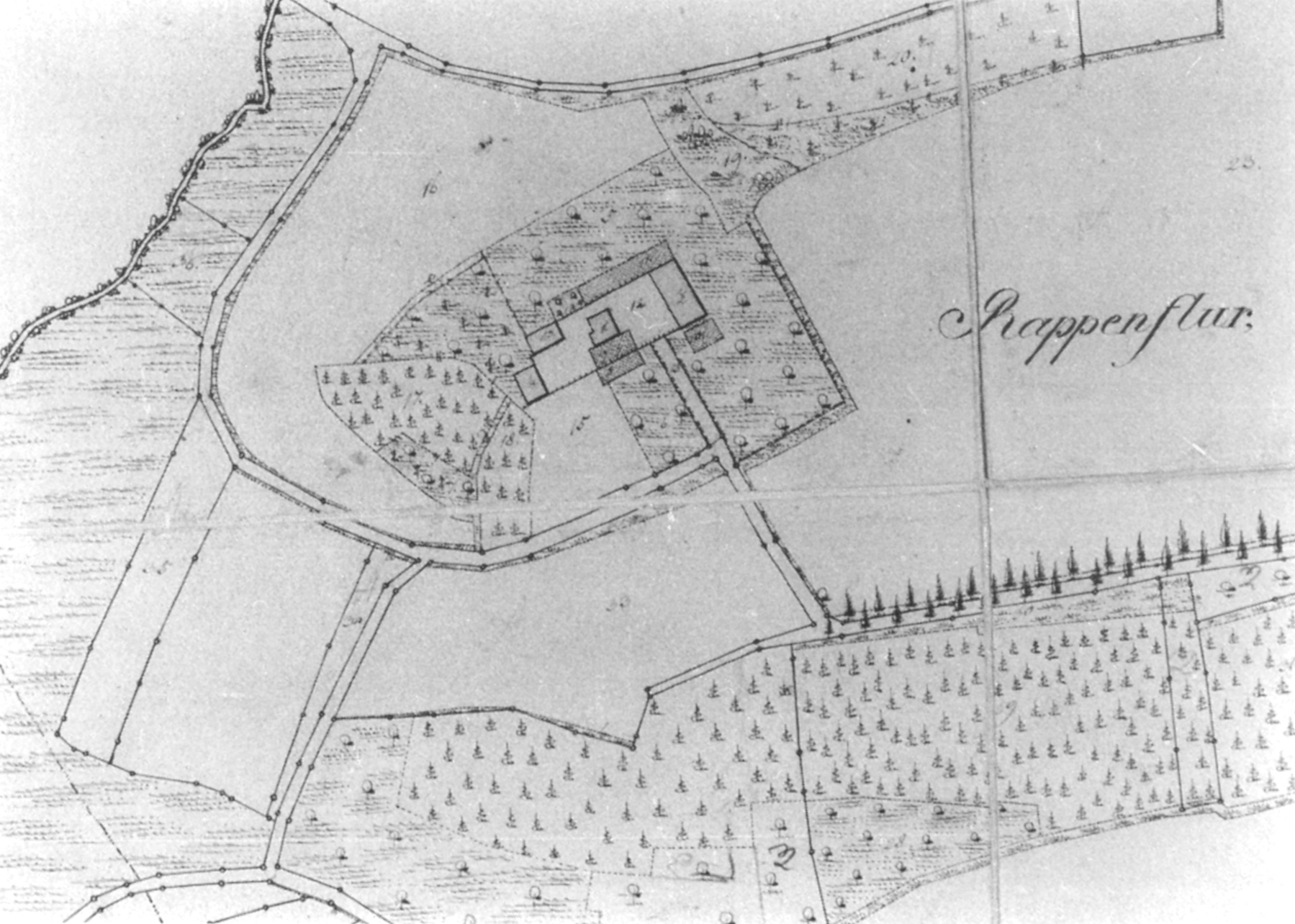
Der Rappenhof 1835

Als neuer Käufer trat 1815 ein Balthasar Wepfer aus Diessenhofen im Kanton Schaffhausen auf den Plan, der sich jedoch als Strohmann des Genfer Pastors Frédéric Fontaine entpuppte, der wiederum im Auftrag von Juliane von Krüdener handelte. Fontaine und Krüdener hatten zuvor auf dem Hofgut Katharinenplaisir bei Brackenheim eine die Apokalypse heraufbeschwörende „christliche Kolonie“ gegründet und waren wegen ihrer Umtriebe 1809 aus Württemberg ausgewiesen worden. Der Kauf des Rappenhofs, auf dem Fontaine erneut die Apokalypse zu predigen begann und von dem aus Krüdener Kontakt zum russischen Zaren Alexander I. aufnahm, blieb daher auch strittig. Schließlich wurde Fontaine verhaftet und 1816 abermals ausgewiesen, woraufhin das inzwischen 107 Morgen umfassende Hofgut an die Stadt Weinsberg fiel. Die Besitzverhältnisse in den nachfolgenden Jahren sind nur lückenhaft bekannt.

### Besitz der Fürsten von Hohenlohe-Bartenstein 1858–1876
1858 verkaufte eine Besitzergemeinschaft den Hof an die Fürsten von Hohenlohe-Bartenstein, die erfolglos eine Vereinigung des Hofes mit dem kurz zuvor bereits von ihnen erworbenen Hofgut Lehren anstrebten. Der erste hohenlohische Pächter, Friedrich Conrad Seefeld aus Löchgau, verstieß gegen den Pachtvertrag und musste 1867 den Hof verlassen. Unter dem zweiten hohenlohischen Pächter, Karl Friedrich Bürkle aus Schmieden bei Cannstatt, brannte der Hof am 20. Mai 1876 vollständig nieder. Die Fürsten von Hohenlohe-Bartenstein veräußerten das inzwischen über 152 Morgen umfassende Hofgut daraufhin an die Handelsleute Jonas Strauß aus Öhringen und Moses Maier aus Lehrensteinsfeld, die die Grundstücksflächen parzellieren und einzeln weiterverkaufen wollten, was am Widerstand des Weinsberger Stadtrats scheiterte.
Um 1900 besaß der Weinsberger Stadtschultheiß Seufferheld, Vater des Künstlers Heinrich Seufferheld, den Hof. Die abgebrannten Gebäude waren 1904 noch immer nicht wiederhergestellt worden.

### Gaststättenbetrieb seit 1951
Über wechselnden Besitz erwarb die Familie Wurster aus Böckingen schließlich von 1927 bis 1929 das gesamte Hofgut, auf dem sich inzwischen wieder ein Wohnhaus und verschiedene Wirtschaftsgebäude befanden. Der Hof, der den Zweiten Weltkrieg unzerstört überdauert hat, wurde 1946/47 baulich bedeutend erweitert. 1951 wurde eine Gastwirtschaft eröffnet, die bis heute, inzwischen vielfach umgebaut und um ein Hotel erweitert, weiterhin von den Wurster-Nachfahren betrieben wird. Ein Gedenkzimmer erinnert an die Schriftstellerin Juliane von Krüdener.